# 伍德角
71°24′S 169°18′E / 71.400°S 169.300°E
伍德角（英語：Cape Wood）是南極洲的海岬，位於維多利亞地的彭內爾海岸，是弗拉特群島的東端，處於羅伯特森灣西部入口處，在1841年1月由英國海軍詹姆斯·克拉克·羅斯發現。